# Гарбасо (Савона)
Гарбасо је насеље у Италији у округу Савона, региону Лигурија.
Према процени из 2011. у насељу је живело 29 становника. Насеље се налази на надморској висини од 20 м.